# Operação Lança o Teu Pão
A Operação Lança o Teu Pão (em hebraico שַׁלַּח לַחְמְךָ, "Shallah Lahmekh") foi uma operação secreta de guerra biológica conduzida pela Haganá e mais tarde pelas Forças de Defesa de Israel, que começou em abril de 1948, durante a Guerra da Palestina. A Haganá usou bactérias de febre tifoide para contaminar poços de água potável, violando o Protocolo de Genebra de 1925. O primeiro-ministro israelita David Ben-Gurion e o chefe do Estado-Maior das FDI, Yigael Yadin, supervisionaram e aprovaram o uso das táticas de guerra biológica.
O objetivo da operação era assustar árabes palestinos, impedi-los de retornar às aldeias capturadas pelos Yishuv e dificultar as condições para os exércitos árabes que tentavam retomar territórios. A operação resultou em doenças graves entre os cidadãos palestinos locais.
Nos meses finais da Guerra Árabe-Israelense de 1948, Israel deu ordens para expandir a campanha de guerra biológica para estados árabes vizinhos, como Egito, Líbano e Síria, mas tais ordens não foram executadas.
Em julho de 1948, o Comitê Superior Árabe relatou às Nações Unidas diversos crimes de guerra cometidos pelas forças sionistas, incluindo o uso de "guerra bacteriológica". Abba Eban, diplomata israelense e representante da Agência Judaica para a Palestina, negou veementemente a operação e tentou impedir investigações, acusando os estados árabes de estarem "incitando o antissemitismo". A Operação Lança o Teu Pão não produziu os efeitos devastadores que os seus defensores esperavam e foi descontinuada em dezembro de 1948.

## Significado do nome
O codinome dessa operação de guerra biológica é um referência às palavras iniciais do capítulo 11 do livro do Eclesiastes, que diz: “Lança o teu pão sobre as águas porque depois de muitos dias o acharás.”

## Histórico
De acordo com o historiador Avner Cohen, o chefe de operações da Haganá, Yigael Yadin, enviou um estudante de microbiologia chamado Alexander Keynan para Jafa em 18 de fevereiro de 1948 para montar uma unidade conhecida como "Hemed Beit". Keynan e o futuro presidente israelense Ephraim Katzir “planejaram várias atividades para obter uma ideia do que são armas químicas e biológicas e como poderíamos desenvolver um potencial caso houvesse necessidade de tal potencial”.
Em abril de 1948, David Ben-Gurion ordenou a um funcionário da Agência Judaica na Europa que encontrasse cientistas judeus do leste europeu que pudessem "aumentar a capacidade de matar massas ou de curar massas; ambas são importantes". Segundo Milton Leitenberg, essa “capacidade” se referia a armas químicas e biológicas, que poderiam ser usadas tanto para ataque como para defesa. Um dos cientistas recrutados foi um epidemiologista e coronel do Exército Vermelho chamado Avraham Marcus Klingberg.

## Operações

### Na Palestina
O historiador Benny Morris relatou que soldados israelenses transportaram germes da febre tifoide para a frente sul dentro de garrafas. Documentos britânicos, árabes e da Cruz Vermelha revelam que forças sionistas envenenaram poços em Acre e Eilabun, na Galileia, causando doenças graves em dezenas de moradores locais. Acre, que de acordo com o Plano de Partilha das Nações Unidas faria parte de um futuro estado palestino, dependia muito de seu aqueduto para obter água. A contaminação desses poços desencadeou uma epidemia de tifo e "um estado de extrema angústia" entre os moradores, conforme observado pelo prefeito de Acre em 3 de maio. A Brigada Carmeli da Haganá supostamente utilizou uma arma biológica na batalha de Acre em maio de 1948. No mês seguinte, um relatório dos serviços secretos israelenses concluiu que a introdução deliberada da epidemia desempenhou um papel significativo na rápida queda de Acre perante as forças da Haganá.
A Haganá também envenenou a aldeia árabe palestina de Bayt Mahsir e fontes de água em bairros palestinos de Jerusalém.
A operação foi realizada por soldados comuns das FDI e, mais tarde, pelos Mista'arvim, uma unidade secreta especializada em operações de sabotagem em território inimigo, que disfarçavam-se de palestinos.

### Contra estados árabes vizinhos
Em maio de 1948, durante a Operação Shalach, quatro soldados das Forças Especiais Israelenses, disfarçados de árabes, tentaram envenenar o abastecimento de água local em Gaza para impedir o avanço do exército egípcio. Eles se infiltraram na cidade com tubos contendo germes da febre tifoide. Os soldados israelenses foram capturados por soldados egípcios perto de poços de água em 23 de maio e executados por um tribunal militar egípcio em 22 de agosto de 1948. O Egito denunciou o incidente ao Reino Unido, mas o Ministério das Relações Exteriores britânico decidiu que era melhor não se envolver. No entanto, um responsável britânico observou que a situação era tão “odiosa” que a Grã-Bretanha poderia considerar expressar a sua “repugnância” aos israelenses caso surgisse a oportunidade.

## Reações

### Árabes palestinos
Em 22 de julho de 1948, o Comitê Superior Árabe apresentou uma queixa formal às Nações Unidas sobre os vários crimes de guerra cometidos por "judeus palestinos", incluindo o envolvimento em "guerra bacteriológica". O comitê acusou os sionistas de terem construído laboratórios na Palestina para fins de guerra biológica e de terem "planejado e se preparado para o uso de guerra bacteriológica" por um longo período de tempo. O comitê também sugeriu que havia “algumas” provas inconclusivas que ligavam os surtos de cólera no Egito e na Síria, no final de 1947 e no início de 1948, respectivamente, a atividades das forças sionistas.

### Israel
Israel negou veementemente as acusações de envenenamento de poços e de guerra biológica contra árabes palestinos, denunciando as alegações egípcias como "difamação perversa". Israel declarou que os quatro soldados israelitas capturados pelas tropas egípcias em Gaza estavam lá para observar as atividades militares e avaliar o moral da população árabe. Abba Eban negou a operação de envenenamento do poço e tentou impedir investigações futuras, acusando os estados árabes de estarem "incitando o antissemitismo".